# Die Scharfschützen
Die Scharfschützen (Originaltitel: Sharpe) ist eine sechzehnteilige Fernsehproduktion von Central Independent Television für das Fernsehnetzwerk Independent Television. Die Serie ist an die Sharpe-Romane von Bernard Cornwell angelehnt und schildert die Erlebnisse des britischen Soldaten Richard Sharpe, verkörpert durch Sean Bean, zur Zeit der Napoleonischen Kriege.
Die Serie, die im Vereinigten Königreich große Popularität genießt, lief im deutschen Fernsehen bisher erst einmal Mitte der 1990er Jahre auf RTL II, wobei nur die ersten elf Folgen gezeigt wurden. Im Oktober 2008 zeigte ProSieben den 15. Teil „Das letzte Gefecht“ im Nachtprogramm. Im November 2008 erschien eine DVD-Box, die auch die Episoden 12 bis 15 auf Deutsch enthält. Am 11. Oktober 2010 erschien Folge 16 Die Scharfschützen – Der letzte Auftrag als DVD. Am 7. November 2011 erschien die 16-teilige Komplettbox auf Blu-ray. Die Filmmusik beinhaltet das traditionelle Lied Over the Hills and Far Away, das textlich auf die Serie zugeschnitten wurde.

## Zusammenfassung
Am Beginn der Serie ist Richard Sharpe (Sean Bean) Sergeant (Feldwebel) des 95th Rifles Regiment, das 1809 in Portugal eingesetzt wird. Als er alleine und einhändig (ein Arm wurde bei dem Angriff verletzt) das Leben von General Sir Arthur Wellesley beim Angriff einer Gruppe französischer Reiter rettet, wird er durch Wellesley zum Lieutenant befördert. In dieser Zeit ist dies eine unerhörte Ausnahme, da Offiziere „Gentlemen“, in der Regel Adlige, sind und ihre Offizierspatente kaufen. Sharpe erhält das Kommando über eine Spezialeinheit der 95th Rifles (im Film „chosen men“ – dt. für „Ausgewählte“ – genannt). Unter ihnen befindet sich auch der irische Rifleman Patrick Harper (Daragh O’Malley), der später bis zum Sergeant Major befördert wird und Sharpes bester Freund wird.
Wellesley und seine Geheimdienstoffiziere, darunter der Major und Ingenieur Michael Hogan (Brian Cox), gefolgt von Major Nairn (Michael Byrne), Major Mungo Monroe (Hugh Ross) und Generalmajor Hector Ross (James Laurenson), stellen fest, dass Sharpe ein Offizier mit außergewöhnlichem Talent ist, und übertragen ihm und seinen „chosen men“ deshalb häufig Spezialaufträge.
Obwohl er sowohl von Wellesley als auch seinen Offizieren Unterstützung erfährt, muss sich Sharpe immer wieder gegen Dünkel und Vorurteile, seine einfache Herkunft betreffend, zur Wehr setzen. Im Laufe der Zeit macht er sich eine Reihe mächtiger Feinde, die, wie Major Pierre Ducos, über eine längere Zeit ihn immer wieder nach dem Leben trachten. Sharpe wird wiederholt verletzt, meist durch Gewehrkugeln, sodass die Verletzungen während der Folgen behandelt werden müssen und diese ihn auch einschränken.
Trotzdem sorgen Sharpes Erfolge für seinen Aufstieg innerhalb der Armee. In der Folge Sharpe’s Eagle wird er zum Captain befördert und erhält den Rang als Major in Sharpe’s Enemy. Am Ende der Koalitionskriege bei der Schlacht bei Waterloo (Sharpe’s Waterloo) bekleidet er den Rang eines Lieutenant Colonel (Oberstleutnant).

## Auszeichnungen
Die Serie gewann den RTS Television Award und war mehrmals für den BAFTA TV Award nominiert.

## Liste der Episoden
| Nr. | Folgentitel (Deutsch)      | Folgentitel (Original) | Erscheinungsjahr |
| --- | -------------------------- | ---------------------- | ---------------- |
| 1   | Das Banner des Blutes      | Sharpe’s Rifles        | 1993             |
| 2   | Der Adler des Kaisers      | Sharpe’s Eagle         | 1993             |
| 3   | Kommando ohne Wiederkehr   | Sharpe’s Company       | 1994             |
| 4   | Armee des Schreckens       | Sharpe’s Enemy         | 1994             |
| 5   | Der Preis der Ehre         | Sharpe’s Honour        | 1994             |
| 6   | Blutiges Gold              | Sharpe’s Gold          | 1995             |
| 7   | Die Wolfsjagd              | Sharpe’s Battle        | 1995             |
| 8   | Jenseits des Todes         | Sharpe’s Sword         | 1995             |
| 9   | Das verschollene Bataillon | Sharpe’s Regiment      | 1996             |
| 10  | Todfeinde                  | Sharpe’s Siege         | 1996             |
| 11  | Der Verräter               | Sharpe’s Mission       | 1996             |
| 12  | Der Schatz des Napoleon    | Sharpe’s Revenge       | 1997             |
| 13  | Fremde Heimat              | Sharpe’s Justice       | 1997             |
| 14  | Waterloo                   | Sharpe’s Waterloo      | 1997             |
| 15  | Das letzte Gefecht         | Sharpe’s Challenge     | 2006             |
| 16  | Der letzte Auftrag         | Sharpe’s Peril         | 2008             |

## Darsteller

### Die Scharfschützen des 95th Rifles
| Darsteller      | Rolle                                                                            | Jahre                 |
| --------------- | -------------------------------------------------------------------------------- | --------------------- |
| Sean Bean       | Sergeant (ab Episode 14 Lieutenant-Colonel) Richard Sharpe                       | 1993–1997, 2006, 2008 |
| Daragh O’Malley | Sergeant (ab Episode 9 Regimental Sergeant Major) Patrick Harper                 | 1993–1997, 2006, 2008 |
| John Tams       | Rifleman (in Episode 14 Sergeant) Daniel Hagman, in Episode 14 im Kampf gefallen | 1993–1997             |
| Jason Salkey    | Rifleman (in Episode 14 Sergeant) Harris, in Episode 14 im Kampf gefallen        | 1993–1997             |
| Lyndon Davies   | Rifleman Ben Perkins, in Episode 7 im Kampf gefallen                             | 1993–1995             |
| Michael Mears   | Rifleman Francis Cooper, in Episode 6 verschollen                                | 1993–1995             |
| Paul Trussell   | Rifleman Isiah Tongue, in Episode 2 verschollen                                  | 1993                  |

In den Folgen tauchen in den Marsch- und Kampfszenen immer wieder andere Chosen Men auf, die unter Sharpes Kommando stehen, ohne weiter genannt zu werden. Diese tauchen bei den Spezialaufträgen dann auch nicht auf.

### Wichtige Nebencharaktere
| Darsteller         | Rolle                               | Jahre                        | Anmerkungen |
| ------------------ | ----------------------------------- | ---------------------------- | --- |
| Brian Cox          | Major Michael Hogan                 | 1993                         | Irischer Ingenieur im Stab von Wellington, erster Unterstützer von Sharpe |
| Assumpta Serna     | Teresa Moreno                       | 1993–1994                    | Commandante der Guerillas und Ehefrau von Sharpe |
| David Troughton    | Sir Arthur Wellesley                | 1993                         | Wird vom Sharpe gerettet und unterstützt Sharpe fortan, nutzt ihn für seine militärische Kriegsführung                                                                                  |
| Hugh Fraser        | Sir Arthur Wellesley                | 1994–1997, 2006              | Wird vom Sharpe gerettet und unterstützt Sharpe fortan, nutzt ihn für seine militärische Kriegsführung                                                                                  |
| Michael Cochrane   | Colonel/General Sir Henry Simmerson | 1993, 1995, 1996, 2006, 2008 | Langjähriger Gegner von Sharpe, Onkel von Sharpes späterer Frau, Jane Gibbons |
| Pete Postlethwaite | Sergeant Obadiah Hakeswill          | 1994                         | Gegner von Sharpe. Begeht anfangs ungestraft zahlreiche Verbrechen, wird psychisch immer auffälliger und desertiert später. Wird nach seiner Ergreifung hingerichtet.                   |
| Julian Fellowes    | Prince Regent                       | 1996                         | Gibt Sharpe den Spitznamen Dick und benennt nach Sharpes Intervention das South Essex Regiment in Prince of Wales' Own Volunteers um, taucht immer wieder als Unterstützer Sharpes auf. |